# Fright Night (álbum)
Fright Night es el álbum debut de la banda finlandesa de power metal Stratovarius. Salió a la venta el 11 de mayo de 1989 por el sello discográfico CBS Finland. El disco está compuesto por 9 canciones en todas sus versiones. En octubre del 2021 Edel Music publicó el disco en formato vinilo, el álbum logró entrar en la tabla finlandesa debutando en el puesto número 48.
«Future Shock» es el primer «sencillo» del disco, publicado como EP en 1988 en vinilo. También salió el primer videoclip oficial de la banda con esta canción por el sello CBS Finland para promocionar el disco. El segundo sencillo «Black Night» salió un año después de «Future Shock», compuesto por 2 canciones, en septiembre de 1989 en formato vinilo.

## Listado de canciones
Toda la música compuesta por Timo Tolkki. 
| N.º | Título           | Duración |  |
| 1.  | «Future Shock»   | 4:35     |  |
| 2.  | «False Messiah»  | 5:20     |  |
| 3.  | «Black Night»    | 3:43     |  |
| 4.  | «Witch-Hunt»     | 3:22     |  |
| 5.  | «Fire Dance»     | 2:20     |  |
| 6.  | «Fright Night»   | 8:13     |  |
| 7.  | «Night Screamer» | 4:48     |  |
| 8.  | «Darkness»       | 6:57     |  |
| 9.  | «Goodbye»        | 1:12     |  |

## Miembros
- Timo Tolkki - Guitarra, voz
- Jyrki Lentonen - Bajo
- Antti Ikonen - Teclados
- Tuomo Lassila - Batería

## Compositores
- Tuomo Lassila
- Timo Tolkki

## Posicionamiento
| Listas    | Posición |
| --------- | -------- |
| Finlandia | 48       |